# Zhou Xing-ming
Zhou Xing-ming (Bole, 6 marzo 1965 – Liancheng, 5 agosto 2004) è stato un astronomo cinese. Nel campo dell'astronomia si è occupato in particolare di osservazioni e ricerca di comete. Zhou era un membro della Chinese Astronomical Society e della Xinjiang Astronomical Society.

## Biografia
Zhou è nato il 6 marzo 1965 a Bole, nella regione autonoma dello Xinjiang. Era il terzo di quattro fratelli. 

### Formazione e prime attività
Nel 1985 si è diplomato presso la scuola di meteorologia di Lanzhou, in seguito ha prestato servizio presso la stazione meteorologica di Alashankou (Xinjiang) lavorando come amministrativo. Dal 1993 ha lavorato come amministratore di rete di computer presso l'Ufficio statale di aerografia di Bole dove si occupò di manutenzione di reti di computer, creazione di software per meteorologia e sviluppo di previsioni meteorologiche.

### Attività astronomica
Zhou ha cominciato ad interessarsi all'Astronomia dal 1979. Zhou ha scritto numerosi articoli d'astronomia ed è stato l'editore di Chinese Amateur Astronomer magazine. Dal 1983, dopo aver osservato C/1983 H1 IRAS-Araki-Alcock, si è dedicato in particolare all'osservazione delle comete. A partire dal 1º settembre 1985 ha cercato di scoprirne di nuove totalizzando 1728 ore di ricerca: fino al 1989 Zhou ha usato per tali ricerche un teodolite con lenti di 55 mm di diametro, in seguito ha usato un rifrattore autocostruito munito di lente di 150 mm di diametro. Zhou ha realizzato la scoperta indipendente di 20 comete ed ha inoltre scoperto o coscoperto 64 comete SOHO tra le quali una cometa SWAN. Zhou osservava anche le meteore. 

### Morte
Nel pomeriggio del 4 agosto 2004 mentre tornava in moto verso la sua casa, situata nella contea di Liancheng (provincia del Fujian), si è scontrato con un'altra moto riportando ferite alla testa che ne hanno causato la morte la mattina del 5 agosto.

### Vita privata
Si è sposato con Yu Xin, con la quale ha avuto una figlia.

## Scoperte o coscoperte
Le seguenti sono alcune delle scoperte o co-scoperte di Zhou:
- C/1990 N1 Tsuchiya-Kiuchi[5], nel 1990 (scoperta indipendente)

- C/2001 U9 SOHO[6], il 22 ottobre 2001.

- C/2002 G3 SOHO[7], il 12 aprile 2002.

- Nel 2003 scoprì in modo indipendente 210P/Christensen. Alcuni giorni dopo la scoperta ufficiale della cometa, avvenuta il 26 maggio 2003, vennero evidenziate le osservazioni, da parte di Zhou e di altri astrofili, di una cometa nelle immagini riprese a partire dal 5 aprile 2003 dallo strumento SWAN della sonda SOHO; ma la risoluzione dello SWAN, inferiore ad 1°, non permise all'epoca di confermare dalle osservazioni di Terra questa cometa, per cui queste non sono state considerate valide per attribuire la scoperta a Zhou e agli altri astrofili[8].

- Il 13 maggio 2004 ha coscoperto assieme all'astrofilo Michael Mattiazzo e all'astronomo Kazimieras Černis la C/2004 H6 SWAN[9].

## Riconoscimenti
Gli è stato dedicato un asteroide, 4730 Xingmingzhou. L'astronomo sino-statunitense Cheng-yuan Shaogli gli ha dedicato un capitolo del Millennium Star Atlas.